# Стеццано
Стеццано (итал. Stezzano) — город в Италии, располагается в регионе Ломбардия, подчиняется административному центру Бергамо.
Население составляет 11 134 человека (на 2004 г.), плотность населения составляет 1148 чел./км². Занимает площадь 9 км². Почтовый индекс — 24040. Телефонный код — 035.
Покровителями города почитаются Пресвятая Богородица, празднование 12 июля, и святой Иоанн Креститель, празднование 24 июня.

## Знаменитые уроженцы
- Таво Бурат — итальянский писатель и журналист.